# James Wilson (atleta)
James Wilson   (Windsor, 2 d'octubre de 1891 - Brent, 1973) va ser un atleta escocès, especialista en curses de fons, que va competir durant les dècades de 1910 i 1920.
El 1920 va prendre part en els Jocs Olímpics d'Anvers, on va disputar tres proves del programa d'atletisme. En la cursa dels 10.000 metres guanyà la medalla de bronze, mentre en la del cros individual fou quart. Aquesta posició, junt a la dels seus companys d'equip, Anton Hegarty i Alfred Nichols, li va servir per guanyar la medalla de plata en la competició de cros per equips.
En el seu palmarès també destaquen diversos títols escocesos de les 4 i 10 milles.

## Millors marques
- Milla. 4:28.0 (1915)
- 10.000 metres. 31.50.8 (1920)[1]
- Marató. 3h 07' 27"[2]